# Olympische Sommerspiele 2016/Trampolinturnen – Frauen
Das Trampolinturnen der Frauen bei den Olympischen Spielen 2016 in Rio de Janeiro wurde am 12. August 2016 in der Arena Olímpica do Rio ausgetragen. Es traten 16 Athletinnen an.
Der Wettbewerb bestand aus einer Qualifikationsrunde und dem Finale. Jede Turnerin absolvierte zwei Übungen, eine Pflicht und eine Kür, deren Wertungen zur Gesamtpunktzahl addiert wurden. Die acht besten Turnerinnen der Qualifikation traten am gleichen Tag im Finale an. Hier wurde eine Übung geturnt, die nach Schwierigkeit, Ausführung und Flugphase bewertet wurde.

## Qualifikation
| Platz | Turnerin            | Nation             | Pflicht | Kür    | Strafpunkte | Gesamt |
| ----- | ------------------- | ------------------ | ------- | ------ | ----------- | ------ |
| 1     | Tazzjana Pjatrenja  | Belarus            | 47,850  | 56,665 | 104,515     | Q      |
| 2     | Li Dan              | China              | 48,075  | 56,000 | 104,075     | Q      |
| 3     | Rosannagh MacLennan | Kanada             | 47,490  | 55,640 | 103,130     | Q      |
| 4     | He Wenna            | China              | 48,000  | 55,095 | 103,095     | Q      |
| 5     | Kat Driscoll        | Großbritannien     | 46,950  | 53,345 | 100,295     | Q      |
| 6     | Hanna Hartschonak   | Belarus            | 47,540  | 52,735 | 100,275     | Q      |
| 7     | Bryony Page         | Großbritannien     | 47,550  | 52,525 | 100,075     | Q      |
| 8     | Luba Golowina       | Georgien           | 47,080  | 51,205 | 98,285      | Q      |
| 9     | Jana Pawlowa        | Russland           | 46,940  | 51,120 | 98,060      |        |
| 10    | Leonie Adam         | Deutschland        | 45,355  | 52,530 | 97,885      |        |
| 11    | Ana Rente           | Portugal           | 45,220  | 52,665 | 97,885      |        |
| 12    | Yekaterina Xilko    | Usbekistan         | 46,570  | 50,955 | 97,525      |        |
| 13    | Rana Nakano         | Japan              | 44,580  | 52,195 | 96,775      |        |
| 14    | Marine Jurbert      | Frankreich         | 46,445  | 50,315 | 96,760      |        |
| 15    | Nicole Ahsinger     | Vereinigte Staaten | 45,250  | 50,205 | 95,455      |        |
| 16    | Natalija Moskwina   | Ukraine            | 46,030  | 17,300 | 63,330      |        |

## Finale
| Platz | Turnerin            | Nation         | Schwierigkeit | Ausführung | Flugphase | Strafpunkte | Gesamt |
| ----- | ------------------- | -------------- | ------------- | ---------- | --------- | ----------- | ------ |
| 1     | Rosannagh MacLennan | Kanada         | 15,000        | 25,200     | 16,265    |             | 56,465 |
| 2     | Bryony Page         | Großbritannien | 14,400        | 25,500     | 16,140    |             | 56,040 |
| 3     | Li Dan              | China          | 15,000        | 24,900     | 15,985    |             | 55,885 |
| 4     | He Wenna            | China          | 15,200        | 24,000     | 16,370    |             | 55,570 |
| 5     | Tazzjana Pjatrenja  | Belarus        | 14,600        | 24,300     | 15,750    |             | 54,650 |
| 6     | Kat Driscoll        | Großbritannien | 14,400        | 23,400     | 15,845    |             | 53,645 |
| 7     | Luba Golowina       | Georgien       | 14,400        | 21,300     | 15,310    |             | 51,010 |
| 8     | Hanna Hartschonak   | Belarus        | 1,500         | 2,400      | 1,800     |             | 5,700  |